# Peace Lines

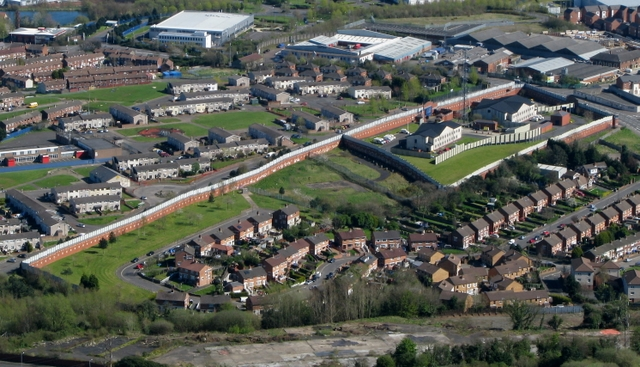
La Peace Lines alta 5,5 m a Springmartin Road a Belfast, con una stazione della polizia

Le Peace Lines sono una serie di muri di separazione situati in Irlanda del Nord, soprattutto nella città di Belfast e di Derry.

## Descrizione

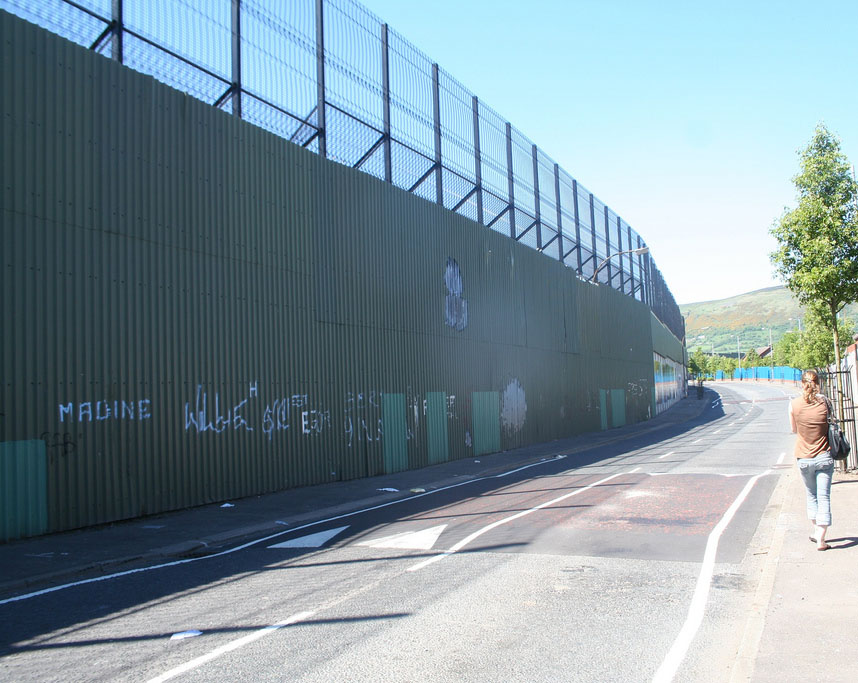
La barriera di Cupar Way a Belfast, vista dal lato unionista

Hanno una lunghezza variabile (fino ai 4 km) e separano le zone in cui risiedono i cattolici da quelle in cui risiedono i protestanti. Alti fino a 8 metri, sono fatti di metallo, cemento e con reticolati di filo spinato e hanno dei cancelli sorvegliati dalla polizia che vengono chiusi di notte.

## Storia

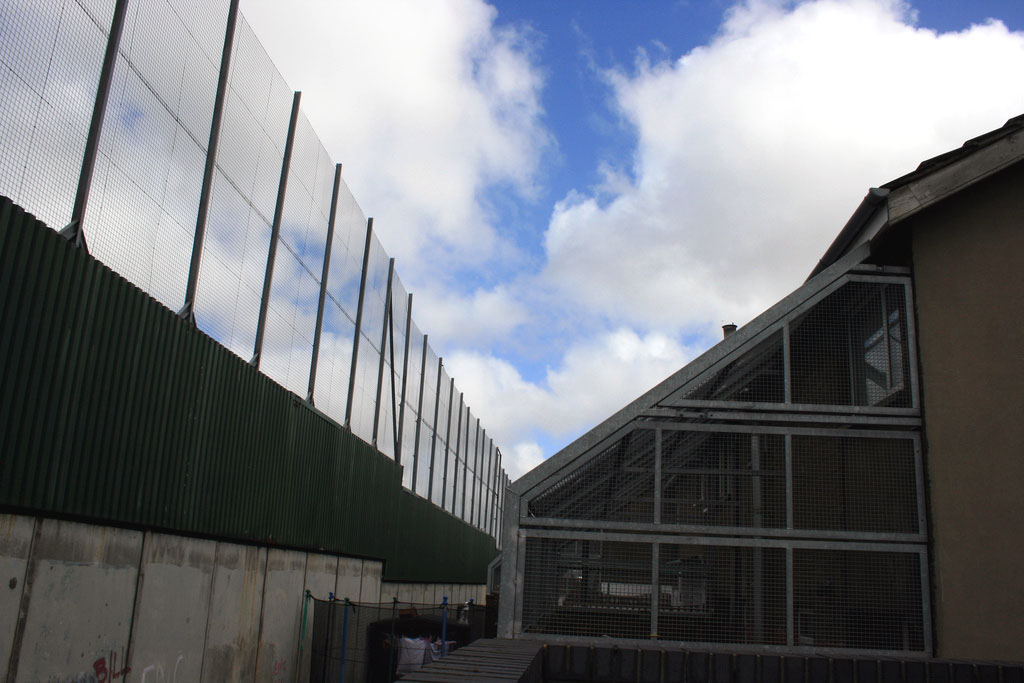
La barriera tra Bombay Street e Cupar Way a Belfast, vista dal lato nazionalista

I primi tratti di muro furono costruiti nel 1969 in seguito allo scoppio dei cosiddetti Troubles, la fase più recente del conflitto nordirlandese. I residenti di Short Strand, una parte cattolica di East Belfast, per difendersi dagli attacchi dei lealisti crearono dei muri di protezione che furono in seguito rinforzati e ai quali si aggiunsero nuovi tratti di barriere fino a raggiungere gli attuali 15 km di lunghezza, gran parte dei quali a Belfast.
Negli anni sono diventati una sorta di attrazione turistica.
Uno dei più celebri tratti di muro è quello che separa Falls Road (cattolica) da Shankill Road (protestante) a West Belfast.